# Grobljanska kapela u Trogiru
Grobljanska kapela u gradiću Trogiru, ul. dr Ante Starčevića, zaštićeno kulturno dobro.

## Opis dobra
Vrijeme nastanka: 13. do 17. stoljeće. Crkva Gospe od zdravlja je jednobrodna srednjovjekovna kapelica s polukružnom apsidom smještena na gradskom groblju. Građena je od pravilno oblikovanog kamena, s dvoslivnim krovom pokrivenim kupom kanalicom. Dograđena je u barokno doba. Pred ulazom sa zapadne strane nalazi se trijem s nadgrobnim pločama. Na vrhu pročelja je preslica s reutiliziranim zabatom ogradne pregrade ukrašenim pleterom, križem i paunovima. Ima ravni strop u unutrašnjosti. Glavni oltar i pjevalište poviše ulaza izvedeni su u drvu i oslikani.

## Zaštita
Pod oznakom Z-4312 zavedena je kao nepokretno kulturno dobro - pojedinačno, pravna statusa zaštićena kulturnog dobra, klasificirano kao "sakralne građevine".